# Bill McCutcheon
James William McCutcheon (Russell, Kentucky, 23 de maio de 1924 — Ridgewood, Nova Jérsei, 9 de janeiro de 2002) foi um ator norte-americano conhecido por seus papéis em filmes, televisão e teatro, vários dos quais ganharam o Emmy e Tony Award.